# Ray McFall
Andrew Raymond „Ray“ McFall (* 26. November 1926 in Garston (Merseyside), Liverpool, England; † 8. Januar 2015) war ein britischer Geschäftsmann und Musikveranstalter. Bekannt wurde er als Besitzer des Cavern Club in Liverpool und früher Förderer der Beatles.
Von Beruf Buchhalter, zählte McFall Alan Synter zu seinen Kunden, der 1957 den Cavern Club als Jazzlokal eröffnet hatte. Zeitweise saß McFall sogar an der Kasse des Clubs. Als Synter in finanzielle Schwierigkeiten geriet, kaufte ihm McFall im Oktober 1959 den Club für 2.750 ₤ ab.
Zunächst setzte McFall weiterhin auf den Jazz, erkannte jedoch bald, dass die Zukunft seines Clubs der Beatmusik gehörte. Am 25. Mai 1960 traten Rory Storm & the Hurricanes im Cavern Club auf, am Schlagzeug Ringo Starr. Mit Bob Wooler als Bühnenmanager wurden lokale Beatgruppen engagiert, darunter auch die Beatles mit Pete Best als Schlagzeuger, die am 9. Februar 1961 ihren ersten von insgesamt 292 Auftritten im Cavern Club hatten.
Mit der Beatlemania rückte der Cavern Club ins internationale Rampenlicht. Radio Luxemburg sendete wöchentlich aus dem Club, McFall richtete ein Aufnahmestudio ein und gründete sein eigenes Plattenlabel Cavern Sound Recording.
Doch der Unterhalt des Clubs wurde zu teuer. Schulden zwangen McFall, den Club am 27. Februar 1966 zu schließen und Bankrott zu erklären. Er zog nach Balham (London) und verkaufte Versicherungen, Rechenmaschinen und Büromöbel.
Ray McFall starb am 8. Januar 2015. Er war seit 1952 mit Shirley Wilkins verheiratet gewesen. Sie hatten zusammen drei Söhne und drei Töchter.